# مسابقات قهرمانی تکواندو جهان ۱۹۷۹
مسابقات قهرمانی تکواندو جهان ۱۹۷۹ چهارمین دورهٔ مسابقات قهرمانی تکواندو جهان می‌باشد که از ۲۶ تا ۲۸ اکتبر در اشتوتگارت، آلمان غربی با شرکت ۴۵۳ ورزشکار از ۳۸ کشور برگزار گردید.

## خلاصه مدال‌ها
| رویداد | طلا                         | نقره                                   | برنز                                 |
| ------ | --------------------------- | -------------------------------------- | ------------------------------------ |
| ۴۸– ک‌گ | Lee Seung-kyung · کرهٔ جنوبی | Jaime de Pablos · مکزیک                | Dae Sung Lee · ایالات متحده آمریکا   |
| ۴۸– ک‌گ | Lee Seung-kyung · کرهٔ جنوبی | Jaime de Pablos · مکزیک                | Emilio Azofra · اسپانیا              |
| ۵۲– ک‌گ | Yang Ki-mo · کرهٔ جنوبی      | Jesús Benito · اسپانیا                 | Ramiro Guzmán · مکزیک                |
| ۵۲– ک‌گ | Yang Ki-mo · کرهٔ جنوبی      | Jesús Benito · اسپانیا                 | Bachir Ouazzani · مراکش              |
| ۵۶– ک‌گ | Kim Yong-ki · کرهٔ جنوبی     | Pablo Arizmendi · مکزیک                | Chung Sik Choi · ایالات متحده آمریکا |
| ۵۶– ک‌گ | Kim Yong-ki · کرهٔ جنوبی     | Pablo Arizmendi · مکزیک                | Dragan Veljović · آلمان غربی         |
| ۶۰– ک‌گ | Yim Dai-taik · کرهٔ جنوبی    | Reynaldo Salazar · مکزیک               | Bernd Bartsch · آلمان غربی           |
| ۶۰– ک‌گ | Yim Dai-taik · کرهٔ جنوبی    | Reynaldo Salazar · مکزیک               | Martin Hall · استرالیا               |
| ۶۴– ک‌گ | Park Oh-sung · کرهٔ جنوبی    | Greg Fears · ایالات متحده آمریکا       | Henk Horsten · هلند                  |
| ۶۴– ک‌گ | Park Oh-sung · کرهٔ جنوبی    | Greg Fears · ایالات متحده آمریکا       | Hubert Leuchter · آلمان غربی         |
| ۶۸– ک‌گ | Óscar Mendiola · مکزیک      | Lindsay Lawrence · بریتانیای کبیر      | Helmut Gärtner · آلمان غربی          |
| ۶۸– ک‌گ | Óscar Mendiola · مکزیک      | Lindsay Lawrence · بریتانیای کبیر      | Kim Moo-chun · کرهٔ جنوبی             |
| ۷۳ ک‌گ  | Rainer Müller · آلمان غربی  | Guillermo Aragonés · مکزیک             | Park Chung-ho · کرهٔ جنوبی            |
| ۷۳ ک‌گ  | Rainer Müller · آلمان غربی  | Guillermo Aragonés · مکزیک             | Hans Brugmans · هلند                 |
| ۷۸– ک‌گ | Kim Sang-chun · کرهٔ جنوبی   | Richard Schulz · آلمان غربی            | Byl Be Yao · ساحل عاج                |
| ۷۸– ک‌گ | Kim Sang-chun · کرهٔ جنوبی   | Richard Schulz · آلمان غربی            | John Holloway · ایالات متحده آمریکا  |
| ۸۴– ک‌گ | Chung Chan · کرهٔ جنوبی      | Eugen Nefedow · آلمان غربی             | Scott Rohr · ایالات متحده آمریکا     |
| ۸۴– ک‌گ | Chung Chan · کرهٔ جنوبی      | Eugen Nefedow · آلمان غربی             | Abdoulaye Cissé · ساحل عاج           |
| ۸۴+ ک‌گ | Sjef Vos · هلند             | Thomas Seabourne · ایالات متحده آمریکا | Keith Whittemore · استرالیا          |
| ۸۴+ ک‌گ | Sjef Vos · هلند             | Thomas Seabourne · ایالات متحده آمریکا | Carlos Obregón · مکزیک               |

## جدول مدال‌ها
| رتبه            | کشور                | طلا | نقره | برنز | مجموع |
| --------------- | ------------------- | --- | ---- | ---- | ----- |
| ۱               | کرهٔ جنوبی           | ۷   | ۰    | ۲    | ۹     |
| ۲               | مکزیک               | ۱   | ۴    | ۲    | ۷     |
| ۳               | آلمان غربی          | ۱   | ۲    | ۴    | ۷     |
| ۴               | هلند                | ۱   | ۰    | ۲    | ۳     |
| ۵               | ایالات متحده آمریکا | ۰   | ۲    | ۴    | ۶     |
| ۶               | اسپانیا             | ۰   | ۱    | ۱    | ۲     |
| ۷               | بریتانیای کبیر      | ۰   | ۱    | ۰    | ۱     |
| ۸               | استرالیا            | ۰   | ۰    | ۲    | ۲     |
| ۸               | ساحل عاج            | ۰   | ۰    | ۲    | ۲     |
| ۱۰              | مراکش               | ۰   | ۰    | ۱    | ۱     |
| مجموع (۱۰ کشور) | مجموع (۱۰ کشور)     | ۱۰  | ۱۰   | ۲۰   | ۴۰    |